# Medina Gulgun
 (avril 2022).
La mise en forme du texte ne suit pas les recommandations de Wikipédia : il faut le « wikifier ».
Les points d'amélioration suivants sont les cas les plus fréquents :
- Les titres sont pré-formatés par le logiciel. Ils ne sont ni en capitales, ni en gras.
- Le texte ne doit pas être écrit en capitales (les noms de famille non plus), ni en gras, ni en italique, ni en « petit »…
- Le gras n'est utilisé que pour surligner le titre de l'article dans l'introduction, une seule fois.
- L'italique est rarement utilisé : mots en langue étrangère, titres d'œuvres, noms de bateaux, etc.
- Les citations ne sont pas en italique mais en corps de texte normal. Elles sont entourées par des guillemets français : « et ».
- Les listes à puces sont à éviter, des paragraphes rédigés étant largement préférés. Les tableaux sont à réserver à la présentation de données structurées (résultats, etc.).
- Les appels de note de bas de page (petits chiffres en exposant, introduits par l'outil «  Source ») sont à placer entre la fin de phrase et le point final[comme ça].
- Les liens internes (vers d'autres articles de Wikipédia) sont à choisir avec parcimonie. Créez des liens vers des articles approfondissant le sujet. Les termes génériques sans rapport avec le sujet sont à éviter, ainsi que les répétitions de liens vers un même terme.
- Les liens externes sont à placer uniquement dans une section « Liens externes », à la fin de l'article. Ces liens sont à choisir avec parcimonie suivant les règles définies. Si un lien sert de source à l'article, son insertion dans le texte est à faire par les notes de bas de page.
- La présentation des références doit suivre les conventions bibliographiques. Il est recommandé d'utiliser les modèles {{Ouvrage}}, {{Chapitre}}, {{Article}}, {{Lien web}} et/ou {{Bibliographie}}. Le mode d'édition visuel peut mettre en forme automatiquement les références.
- Insérer une infobox (cadre d'informations à droite) n'est pas obligatoire pour parachever la mise en page.

Pour une aide détaillée, merci de consulter Aide:Wikification.
Si vous pensez que ces points ont été résolus, vous pouvez retirer ce bandeau et améliorer la mise en forme d'un autre article.
Medina Gulgun (en azéri : Mədinə Gülgün, de son vrai nom Mədinə Nurulla qızı Ələkbərzadə, née le 17 janvier 1926 à Bakou, Azerbaïdjan et morte  le 17 février 1991 à Bakou ) est une poétesse émérite de l’Azerbaïdjan.

## Biographie
Madina Gulgun est née dans une famille ouvrière. Elle est diplômée de l'école primaire ici. En 1938, la famille déménage à Ardabil, en Azerbaïdjan du Sud. Puis elle habite à Tabriz, où elle commence sa carrière de tisseuse. Elle apprend le graphisme arabe et le persan. Elle travaille au théâtre dramatique de Tabriz , correspondante spéciale à la rédaction du journal "Azerbaijan". 
Medina Gulgun est une participante active du Mouvement pour la liberté nationale de l'Azerbaïdjan du Sud en 1945-1946 et un héraut de cette révolution tout au long de sa vie avec ses poèmes militants. En 1948 elle entre à la faculté de langue et de littérature de l'Université pédagogique d'État d'Azerbaïdjan et est diplômé de cette faculté en 1952.

## Créativité
Dès son enfance, Madina Gulgun lit Achig Alasgar, M.A. Sabir et Natavan. Elle participe à de petites performances sur la scène de l'école, ajoutant parfois de petits morceaux de poésie qu'il écrit à ces performances. Les premiers tests d'écriture de Madina Alakbarzadeh, connue sous le nom de Gulgun, commencent à apparaître dans les journaux et les magazines au début des années 1940. Madina Gulgun publient ses poèmes en 1945 à Tabriz dans les journaux « Vatan Yolunda » et « Azerbaijan ». Le premier livre de poèmes de Medina Gulgun "Le printemps de Tabriz" est publié en 1950. Ce livre est un recueil de poèmes écrits entre 1945 et 1949. La première œuvre de Madina Gulgun remonte aux années de lutte du peuple azerbaïdjanais pour la liberté et l'indépendance nationale. Les poèmes de Medina Gulgun, dans lesquels le mouvement de libération nationale prend de l'ampleur et vient à la littérature pendant la Seconde Guerre mondiale, sont liés à la vie et à la lutte du peuple.

## Ouvrages
- Le Printemps de Tabriz de la poétesse (1950)
- Dans les contreforts de Savalan (1950)
- Voix de la paix (1951)
- Anneau commémoratif (1953)
- Fille de Tabriz (1956)
- Firudin (poème) (1963)
- Le lendemain de notre monde (1974)
- Quand les grus reviennent (1983)
- Le monde est  doux (1989)
- Il serait un platane
- Le rêve est une vie
- Des chemins qui ne me fatiguent pas (1978)
- Mon coeur vie d'espoirs et des dizaines d'autres livres de poésie ont été publiés à Bakou et à Moscou. Les thèmes principaux de ces livres sont l'homme, la liberté, le désir de Tabriz, et les désirs et aspirations du cœur d'une mère qui brûle pour les gens. Des chansons ont été composées sur ses poèmes lyriques[4].

## Distinctions
- Décrets honorifiques du Présidium du Soviet suprême de la RSS d'Azerbaïdjan (1960, 1974, 1986
- Ordre Insigne d'honneur (1980)
- 21 Azer (1946), médaille du mouvement azerbaїdjanais en Iran.
- Titre honorifique d'ouvrier d'art honoré de la RSS d'Azerbaïdjan.